# جانثينا غلوبوزا
جانثينا غلوبوزا (بالإنجليزية: Janthina globosa)‏ هي نوع من حلزون البحر هولوبلانكتون، رخوي بطني الأرجل البحري من عائلة قواقع الدرج اللولبية، القواقع البنفسجية أو القواقع العاصفة الأرجواني.

## التشريح
يُشار إلى جانثينا غلوبوزا عادة باسم الحلزون البنفسجي، وهو كائن حي نيوستوني أو من الهائمات، يتميز بقشرته الأرجوانية الرقيقة الهشة والحجم الكبير. يبلغ الحد الأقصى لطول الصدفة المسجل 38.5 ملم. عادة ما تنمو الإناث إلى أحجام أكبر من الذكور، مما يسهل التمييز بين الجنسين. جانثينا غلوبوزا لها قشرة لامعة تتميز بأربعة حلزونات متناظرة متباعدة بالتساوي على غلافها. داخل قوقعتها يعيش الكائن الحي نفسه. تتمتع جانثينا غلوبوزا المحمية بطبقة خارجية صلبة، بجسم ناعم مع مخالب رأسية متشعبة على بطنها، وتستخدم للعديد من الأشياء المختلفة مثل الحركة وتلقي المدخلات الحسية. يعمل لونه الأرجواني الفريد على التمويه في بيئته ويعمل أيضًا كوسيلة فعالة للحصول على الطعام، مما يجعله مفترسًا. يُعتقد أن جانثينا غلوبوزا مثل العديد من أنواع الجانثينا الأخرى، يساعد في الحفاظ على التوازن في الماء.

## التغذية والفريسة المفضلة
تفرز جانثينا غلوبوزا صبغة أرجوانية (نفس الصبغة التي تعطيها اللون الأرجواني) لشل فريستها، مما يسمح لها بأكل هدفها دون الكثير من القتال. على الرغم من أن جانثينا غلوبوزا تبدو وكأنها حلزون غير ضار، إلا أنها مفترس بشكل ناجح لا يصدق. يبدو أن فرائسها الأكثر شعبية بناءً على الملاحظة العلمية هي فيليللا. على الرغم من أن العلماء قد لاحظوا أن فيليللا هو الخيار المفضل، إلا أنه بناءً على تحليل القناة الهضمية ، يبدو أن جانثينا غلوبوزا ستأكل أي شيء تقريبًا، حتى أنها تظهر سلوكيات أكل لحوم البشر من خلال أكل أفراد من نوعها.
لدى فيليللا أكياس دودة لاذعة يستخدمونها للدفاع عن أنفسهم ولقبض على الفريسة. جانثينا غلوبوزا قادرة على تحمل السم الذي يفرز من الأكياس الخيطية لـ فيليللا، مما يجعلها هدفًا سهلاً للافتراس بواسطة جانثينا غلوبوزا. على عكس العديد من الحيوانات البحرية الأخرى، لا يتغير نظام جانثينا غلوبوزا الغذائي كثيرًا مع نضجه. يبدو أن جانثينا غلوبوزا تفضل فيليللا الأكبر على فيليللا الأصغر حجمًا نظرًا لتوفر المزيد من الأنسجة الرخوة للأكل مقارنة بالأعضاء الأصغر من هذا النوع. نظرًا لأن فيليللا هي فريستهم المفضلة، ستظهر جانثينا غلوبوزا في أماكن لا توجد عادة إذا كان هناك كمية كبيرة من فريسة فيليللا للاستهلاك. هذا يجعل حجم موطن فيليللا مؤشرًا جيدًا لموقع جانثينا غلوبوزا.

## الإنتشار
يمكن العثور على أربعة أنواع من جنس جانثينا في البحر الأبيض المتوسط (جنبًا إلى جنب مع جانثينا غلوبوزا) ولكنها توجد أيضًا بين خطوط العرض هذه: 50 درجة شمالاً و 40 درجة جنوباً. إذا سمحت الظروف بذلك، يمكن العثور على هذه القواقع خارج خطوط العرض هذه. يرجع الجنوح من هذا النوع وغيره من أجناسه أيضًا إلى الحركات الموجية والتيار. الحد الأدنى للعمق المسجل هو 0 م. أقصى عمق مسجل هو 13 مترًا (43 قدمًا).

## التصنيف
تم التقاط جانثينا غلوبوزا لأول مرة في عام 1822 قبالة خليج أنطاليا في الجزء الشمالي الشرقي من البحر الأبيض المتوسط. تم العثور على أقدم حفرية من جنس جانثينا في جزيرة سانتا ماريا في المحيط الأطلسي، ولكن السجل الأقدم لـ جانثينا غلوبوزا على وجه التحديد غير واضح، على الرغم من سجلها الأحفوري الطويل (سجل المتحف الأسترالي 2017 ، 142). العديد من الأنواع الأخرى تقع في جنس جانثينا. يُعتقد أن جانثينا غلوبوزا كانت تستخدم كمصدر للصبغة الأرجواني للملابس في العصور القديمة.

## السلوك
يعيش هذا النوع حياته رأسًا على عقب مرتبطًا بفقاعات الهواء التي صنعها بنفسه، مكونة عوامة ذاتية الصنع. يتم إنتاج فقاعات الهواء هذه بواسطة عضو متخصص يسمى البروبودوم. يمتص هذا العضو الهواء من فوق سطح الماء ليشكل فقاعة. ثم تغلفه بغطاء من المخاط قبل إضافته إلى قاع العوامة. يتم لصقها أيضًا بالعوامة بمزيد من المخاط للتأكد من أنها آمنة. تم توقيت عملية صنع الفقاعات هذه واستغرق الأمر دقيقة واحدة من كائن حي من جنس جانثينا لتشكيل فقاعة واحدة بالكامل (Wilson and Wilson، 1956، 300). هذه الآلية للبقاء طافية تكاد تكون فريدة من نوعها تمامًا لأجناس جانثينا، باستثناء واحد هو ركلوزة. لا يقتصر جانثينا غلوبوزا على العيش في المحيط المفتوح؛ يمكنهم أيضًا العيش في الخلجان المغلقة إذا سمحت لهم الظروف الجوية بذلك.

## التكاثر
جانثينا غلوبوزا هي خنثى وتتكاثر جنسيا. هذا يعني أنه لا يبقى مثل الجنس الذي كان عليه عند الولادة ولكنه يبدأ حياته كذكر، ثم يعرض دورة من البروتاند ، حيث يتحول إلى أنثى من أجل التكاثر. تقوم بذلك عن طريق وضع بيض وردي شاحب على الجانب السفلي من طفوها، حيث تظل متصلة حتى تفقس لاحقًا في تطورها (Wilson and Wilson ، 1956 ، 302).

## صور
- جانثينا غلوبوزا متوسطة الحجم

## روابط خارجية
- Gary Rosenberg's Malacolog 4.1.1 info on this species
- Swainson, W. (1820-1823). Zoological Illustrations, or, original figures and descriptions of new, rare, or interesting animals, selected chiefly from the classes of ornithology, entomology, and conchology, and arranged on the principles of Cuvier and other modern zoologists. London: Baldwin, Cradock & Joe; Strand: W. Wood. (Vol. 1-3)
- Menke, K. T. (1828). Synopsis methodica molluscorum generum omnium et specierum earum, quae in Museo Menkeano adservantur; cum synonymia critica et novarum specierum diagnosibus. XII + 91 pp
- Blainville H.M.D. de. (1822). Janthine, Janthina. pp. 148-155, in: Dictonnaire des Sciences Naturelles (F. Cuvier, ed.), vol. 24. Levrault, Strasbourg & Le Normant, Paris
- Monterosato T. A. (di) (1884). Nomenclatura generica e specifica di alcune conchiglie mediterranee. Palermo, Virzi, 152 pp.
- Locard A. & Caziot E. (1900-1901). Les coquilles marines des côtes de Corse. Annales de la Société Linnéenne de Lyon, 46: 193-274 [1900]؛ 47: 1-80, 159-291
- Philippi R.A. (1844). Enumeratio molluscorum Siciliae cum viventium tum in tellure tertiaria fossilium, quae in itinere suo observavit. Vol. 2. Halle [Halis Saxorum]: Eduard Anton. iv + 303 pp., pls 13-28
- Beu A.G. (2017). Evolution of Janthina and Recluzia (Mollusca: Gastropoda: Epitoniidae). Records of the Australian Museum. 69(3): 119-222